# 6795 Örnsköldsvik
För andra betydelser, se Örnsköldsvik (olika betydelser).
6795 Örnsköldsvik är en asteroid i huvudbältet som upptäcktes den 17 mars 1993 i samband med projektet UESAC. Den fick den preliminära beteckningen 1993 FZ12 och  namngavs senare efter den svenska staden Örnsköldsvik.
Örnsköldsviks senaste periheliepassage skedde den 4 juli 2020. [Uppdatering behövs]